# Asvagosa
Asvagosa (em devanágari: अश्वघोष; transl: Aśvaghoṣa) foi um filósofo e poeta indiano, nascido em Saketa, Índia Central (ca. 80 - ca. 150). Acredita-se que foi o primeiro dramaturgo em sânscrito e é considerado como o maior poeta indiano depois de Calidasa. Foi um estudante que não seguia os ensinamentos budistas, para depois perde uma discussão com Parsva e se converter ao budismo. Chegou a ser conselheiro religioso do rei cuchana Canisca I.
Asvagosa Também escreveu um épico sobre a vida de Buda chamando Budacarita (Os atos de Buda), em sânscrito, e o Maalancara (O livro da Glória). Outro de seus escritos foi o Saundarananda, um poema cávia com a questão da conversão de Nanda, o meio-irmão de Buda, de modo que pudesse alcançar a iluminação. A primeira parte do livro descreve a vida de Nanda e segundo as doutrinas budistas e práticas ascéticas.

## Obras principais
- Sariputrapracarana, drama;
- Saundarananda, epopeia;
- Maalancara (O livro da Glória);
- Budacarita (Os atos de Buda), epopeia.
- O Despertar da Fé, filosofia.